# Списак река у Пољској
Реке Пољске формирају релативно густу мрежу. Већина њих припада сливу двеју највећих река - Висли и Одри, чији басени покривају 54,0% и 33,9% речне површине Пољске. Већина река у Пољској, односно њих 99,7% припада басену Балтичког мора, 0.2% басену Црног мора и 0,1% басену Северног мора. Главне и највеће реке Пољске су Висла и Одра, које се простиру од Карпата, простирајући се дуж југа све до севера земље. Реке су највеће током јесених и зиме, због велике количине падавина, а најплиће у другој половини лета када се због суше водостај значајно смањује. Због хладних и оштрих зима у Пољској, велики број река у периоду од једног до четири месеца залеђено. Највеће реке Пољске су повезане каналима и преко њих се одвијају пловидбе.

## Реке Пољске
Списак најдужих река Пољске : 
| Назив        | Ушће          | Укупна дужина (у км) | Дужина (кроз Пољску у км) | Површина слива (у km²) | Површина слива (у Пољској у km²) |
| ------------ | ------------- | -------------------- | ------------------------- | ---------------------- | -------------------------------- |
| Висла        | Балтичко море | 1.047                | 1.047                     | 194.424                | 168.699                          |
| Одра         | Балтичко море | 854                  | 742                       | 118.861                | 106.056                          |
| Варта        | Одра          | 808                  | 808                       | 54.529                 | 54.529                           |
| Буг          | Нарев         | 772                  | 587                       | 39.420                 | 19.284                           |
| Нарев        | Висла         | 484                  | 448                       | 75.175                 | 53.873                           |
| Сан          | Висла         | 443                  | 443                       | 16.861                 | 14.390                           |
| Нотеч        | Варта         | 388                  | 388                       | 17.330                 | 17.330                           |
| Пилица       | Висла         | 319                  | 319                       | 9.273                  | 9.273                            |
| Вепш         | Висла         | 303                  | 303                       | 10.415                 | 10.415                           |
| Бобр         | Одра          | 272                  | 270                       | 5.876                  | 5.830                            |
| Лина         | Прегоља       | 264                  | 190                       | 7.126                  | 5.719                            |
| Лужичка Ниса | Одра          | 252                  | 198                       | 4.297                  | 2.197                            |
| Вкра         | Нарев         | 249                  | 249                       | 5.322                  | 5.322                            |
| Дунајец      | Висла         | 274                  | 247                       | 6.804                  | 4.852                            |
| Брда         | Висла         | 238                  | 238                       | 4.627                  | 4.627                            |
| Просна       | Варта         | 217                  | 217                       | 4.925                  | 4.925                            |
| Дрвеца       | Висла         | 207                  | 207                       | 5.344                  | 5.344                            |
| Вислока      | Сан           | 205                  | 205                       | 3.528                  | 3.528                            |
| Вда          | Висла         | 198                  | 198                       | 2.325                  | 2.325                            |
| Драва        | Нотеч         | 186                  | 186                       | 3.296                  | 3.296                            |
| Ниса Клодска | Одра          | 182                  | 182                       | 4.566                  | 3.744                            |
| Попрад       | Дунајец       | 170                  | 63                        | 2.077                  | 483                              |
| Пасленка     | Балтичко море | 169                  | 169                       | 2.294                  | 2.294                            |
| Рега         | Балтичко море | 168                  | 168                       | 2.725                  | 2.725                            |
| Бзура        | Висла         | 166                  | 166                       | 7.788                  | 7.788                            |
| Вислока      | Висла         | 164                  | 164                       | 4.110                  | 4.110                            |
| Обра         | Варта         | 164                  | 164                       | 2.758                  | 2.758                            |
| Бебжа        | Нарев         | 155                  | 155                       | 7.057                  | 7.051                            |
| Нида         | Висла         | 151                  | 151                       | 3.865                  | 3.865                            |
| Вишња        | Сан i Дњестар | 100                  | 15                        | .                      | .                                |